# Groix
Groix (Île de Groix) (Enez Groe trong tiếng Bretage) là một hòn đảo và một xãở tỉnh Morbihan trong vùng Bretagne tây bắc Pháp. Xã này có diện tích 14,82 km², dân số năm 1999 là 2275 người. Khu vực này có độ cao từ 0-48 mét trên mực nước biển.
Groix có cự ly vài cây số so với bờ biển ngoài khơi Lorient. Hàng ngày có nhiều chuyến phà nối Lorient với Groix.
Cư dân của Groix danh xưng trong tiếng Pháp là Groisillons.

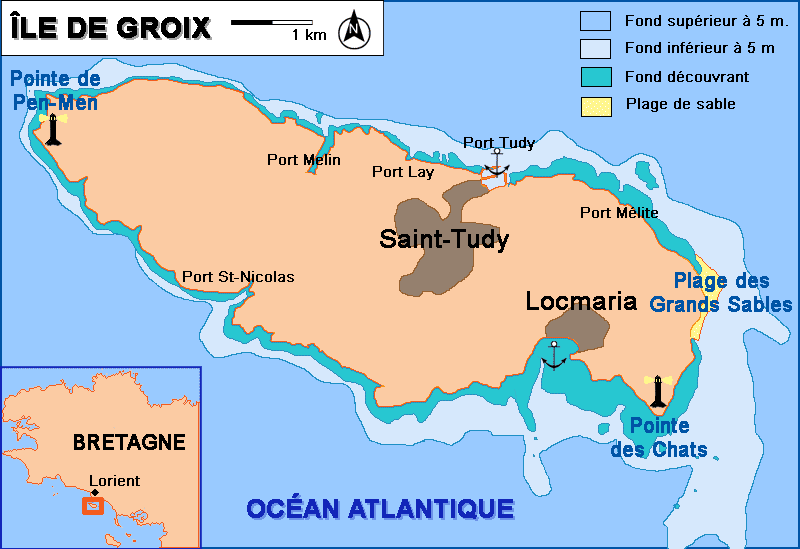
Đảo Groix.

## Khí hậu
| Dữ liệu khí hậu của Groix (1981–2010)     | Dữ liệu khí hậu của Groix (1981–2010) | Dữ liệu khí hậu của Groix (1981–2010) | Dữ liệu khí hậu của Groix (1981–2010) | Dữ liệu khí hậu của Groix (1981–2010) | Dữ liệu khí hậu của Groix (1981–2010) | Dữ liệu khí hậu của Groix (1981–2010) | Dữ liệu khí hậu của Groix (1981–2010) | Dữ liệu khí hậu của Groix (1981–2010) | Dữ liệu khí hậu của Groix (1981–2010) | Dữ liệu khí hậu của Groix (1981–2010) | Dữ liệu khí hậu của Groix (1981–2010) | Dữ liệu khí hậu của Groix (1981–2010) | Dữ liệu khí hậu của Groix (1981–2010) |
| Tháng                                     | 1                                     | 2                                     | 3                                     | 4                                     | 5                                     | 6                                     | 7                                     | 8                                     | 9                                     | 10                                    | 11                                    | 12                                    | Năm                                   |
| ----------------------------------------- | ------------------------------------- | ------------------------------------- | ------------------------------------- | ------------------------------------- | ------------------------------------- | ------------------------------------- | ------------------------------------- | ------------------------------------- | ------------------------------------- | ------------------------------------- | ------------------------------------- | ------------------------------------- | ------------------------------------- |
| Cao kỉ lục °C (°F)                        | 15.4 (59.7)                           | 16.6 (61.9)                           | 22.8 (73.0)                           | 25.8 (78.4)                           | 29.7 (85.5)                           | 35.6 (96.1)                           | 35.3 (95.5)                           | 35.2 (95.4)                           | 31.0 (87.8)                           | 26.5 (79.7)                           | 19.5 (67.1)                           | 16.0 (60.8)                           | 35.6 (96.1)                           |
| Trung bình ngày tối đa °C (°F)            | 9.5 (49.1)                            | 9.5 (49.1)                            | 11.5 (52.7)                           | 13.6 (56.5)                           | 16.6 (61.9)                           | 19.2 (66.6)                           | 21.0 (69.8)                           | 21.3 (70.3)                           | 19.8 (67.6)                           | 16.3 (61.3)                           | 12.7 (54.9)                           | 10.2 (50.4)                           | 15.1 (59.2)                           |
| Tối thiểu trung bình ngày °C (°F)         | 5.7 (42.3)                            | 5.3 (41.5)                            | 6.8 (44.2)                            | 7.9 (46.2)                            | 10.8 (51.4)                           | 13.3 (55.9)                           | 15.1 (59.2)                           | 15.3 (59.5)                           | 13.8 (56.8)                           | 11.7 (53.1)                           | 8.8 (47.8)                            | 6.4 (43.5)                            | 10.1 (50.2)                           |
| Thấp kỉ lục °C (°F)                       | −9.4 (15.1)                           | −8.0 (17.6)                           | −6.2 (20.8)                           | −1.0 (30.2)                           | 0.4 (32.7)                            | 5.8 (42.4)                            | 7.8 (46.0)                            | 8.4 (47.1)                            | 7.6 (45.7)                            | 1.8 (35.2)                            | −2.4 (27.7)                           | −6.0 (21.2)                           | −9.4 (15.1)                           |
| Lượng Giáng thủy trung bình mm (inches)   | 95.7 (3.77)                           | 70.6 (2.78)                           | 65.0 (2.56)                           | 61.3 (2.41)                           | 59.2 (2.33)                           | 42.2 (1.66)                           | 42.7 (1.68)                           | 39.1 (1.54)                           | 56.4 (2.22)                           | 92.3 (3.63)                           | 91.3 (3.59)                           | 98.9 (3.89)                           | 814.7 (32.07)                         |
| Độ ẩm tương đối trung bình (%)            | 87                                    | 86                                    | 85                                    | 82                                    | 84                                    | 83                                    | 83                                    | 83                                    | 83                                    | 86                                    | 86                                    | 88                                    | 84.7                                  |
| Nguồn 1: Météo France                     |                                       |                                       |                                       |                                       |                                       |                                       |                                       |                                       |                                       |                                       |                                       |                                       |                                       |
| Nguồn 2: Infoclimat.fr (độ ẩm, 1961–1990) |                                       |                                       |                                       |                                       |                                       |                                       |                                       |                                       |                                       |                                       |                                       |                                       |                                       |